# Solanum allophyllum
Solanum allophyllum är en potatisväxtart som först beskrevs av John Miers, och fick sitt nu gällande namn av Paul Carpenter Standley. Solanum allophyllum ingår i släktet skattor som ingår i familjen potatisväxter. Inga underarter finns listade i Catalogue of Life.